# Tête de statue d'une princesse égyptienne
 (avril 2020).
Si vous disposez d'ouvrages ou d'articles de référence ou si vous connaissez des sites web de qualité traitant du thème abordé ici, merci de compléter l'article en donnant les références utiles à sa vérifiabilité et en les liant à la section « Notes et références ».

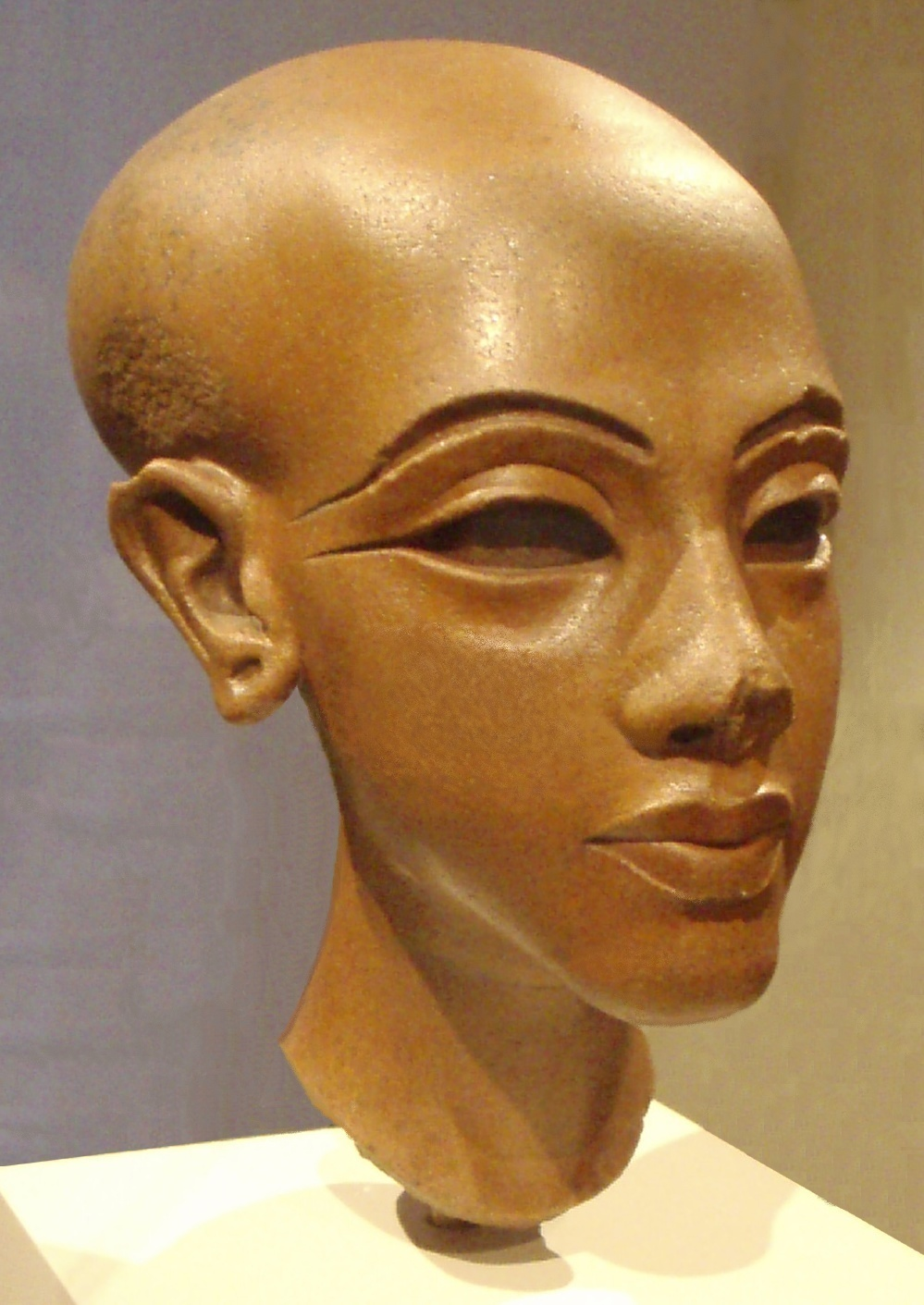
Tête de face.

La tête de statue d'une princesse égyptienne au musée égyptien de Berlin, portant le numéro d'inventaire 21223, est celle d'une princesse dont le nom n'est pas connu. Elle date de la période amarnienne de l'Égypte ancienne.

## Description

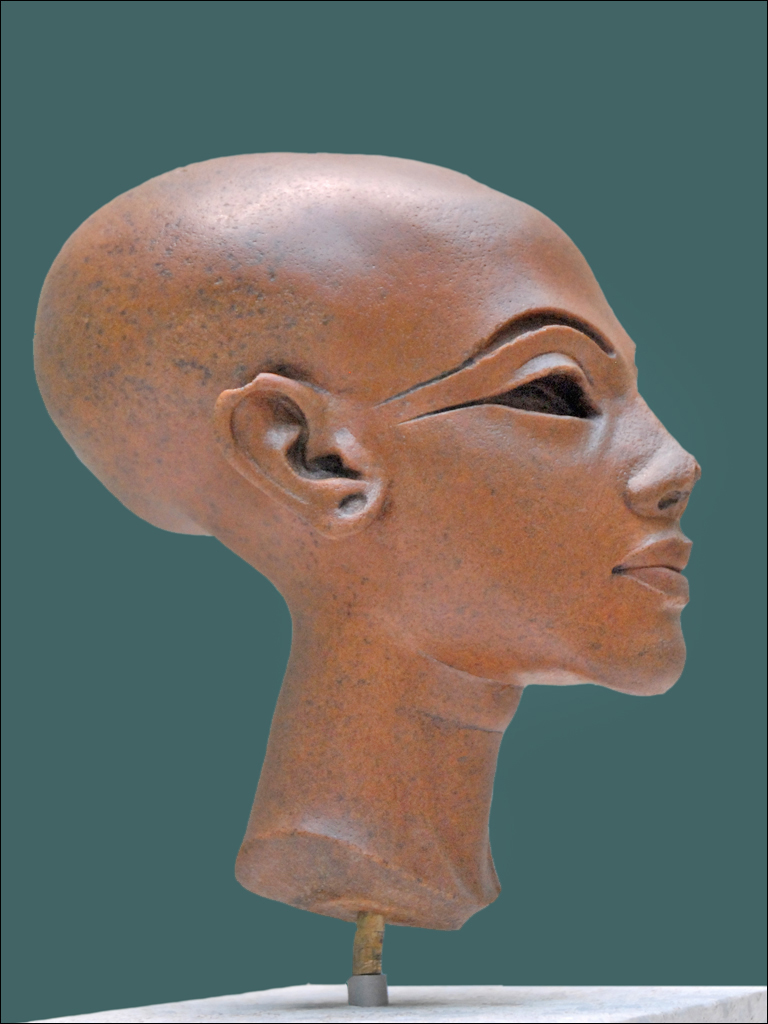
Tête de profil.

La tête de la princesse datée de la première phase de la période amarnienne a été trouvé en 1920 lors d'une fouille de la Société orientale allemande dans la maison P 47.1, l'atelier du sculpteur Thoutmosis, à Tell el Amarna et acquis par James Simon pour le musée égyptien de Berlin. Il est daté d'environ 1350 av. J.-C. La tête mesure 21 cm de haut et est faite de grès silicifié. Ce qui frappe dans le portrait, c'est l'expression précoce que l'artiste lui donne, sans pour autant ignorer les traits enfantins du portrait. Sont également magistrales certaines particularités anatomiques telles que les vertèbres cervicales et du cou et la structure osseuse de l'arrière de la tête. 
Le portrait appartient à une nouvelle forme de représentation dans laquelle les filles du couple au pouvoir sont représentées dans le style des portraits du pharaon Akhenaton, indépendamment de leur âge réel. Les caractéristiques de ces représentations, qui allaient façonner l'art du portrait à la période suivante, sont le visage allongé avec un menton surdimensionné, un long cou arqué et un crâne en saillie. Ainsi, un portrait idéal a été créé. On peut supposer qu'il s'agit de la représentation d'une des filles d'Akhenaton et de Néfertiti. Ensemble, le couple royal a eu six filles. Cependant, en raison du manque d'inscriptions, il n'est pas possible de déterminer laquelle de ces filles est concernée. La tête appartenait à une statue dite composite. Sur cette statue, la tête était censée être fixée à l'aide d'une broche de fixation, dont les restes sont encore conservés. La tête est terminée, il ne manque que les incrustations pour les yeux et les sourcils. 